# Casa Joan Miquel
Casa Joan Miquel és una masia de Vilademuls (Pla de l'Estany) inclosa a l'Inventari del Patrimoni Arquitectònic de Catalunya.

## Descripció
Masia coberta a dues vessants, de planta baixa i un pis, orientada segons l'eix del carener, de nord a sud. Molt reformada i modificada, amb gran profusió de finestres gòtiques i escuts nobiliaris. A l'angle sud-oest hi ha una torre de planta quadrada coberta a quatre aigües. Els exteriors estan molt enjardinats.

## Història
A l'angle sud-oest hi havia una finestra cantonera ben treballada amb la inscripció: "Pax intrantibus, Joan Miquel a 3 de septembre de 1588". A l'interior es guardava una capella portàtil dedicada a la Verge de Montserrat amb una imatge vestida que data de finals de segle xviii, d'estil rococó. Hi ha unes rajoles que representen a la verge del rosari i una talla de boix de la mateixa advocació del segle xviii.